# یونیت (دکتر هو)
یونیت (به انگلیسی: UNified Intelligence Task force, or United Nations Intelligence Task force)
یک سازمان نظامی است که در سریال دکتر هو و سارا جین اسمیت وجود دارد.